# Поїзд секційний

Поїзд секційний (рос. поезд секционный, англ. sectional train, нім. Sektionszug m) – промисловий транспортний засіб, призначений для транспортування гірничої маси підземними гірничими виробками. П.с. складається з окремих секцій, які у складі з’єднані шарнірно. Секції обладнані відкидними днищами, які відкриваються вздовж рейкового шляху. Кузов секції зварний, з одним напівскатом. Консольною частиною секція спирається на сусідню, а передня – на кінцевий візок, який обладнаний автозчепкою. Передня і задня секції мають по одній лобовій стінці. Наявність спеціальних перекриттів між секціями забезпечує проходження П.с. заокругленнями. Розвантаження П.с. проводиться при його русі над розвантажувальною ямою. Відкривання і закривання днищ здійснюється за допомогою спеціального пристрою, який встановлюється на розвантажувальному пункті.